# Договор от Троа (1420)
Договор от Троа̀ е договор, сключен между Франция и Англия в периода на Стогодишната война на 21 май 1420 година във френския град Троа. Той е следствие от битката при Азенкур, където побеждават англичаните, и гласи, че Хенри V, крал на Англия, се обявява за наследник на Шарл VI Обичания, крал на Франция, като се заобикаля законния наследник – дофина (бъдещия Шарл VII), което фактически означава присъединение на Франция към Англия. Традиционно се смята, че чрез този договор дофинът се обявява за незаконороден, но в членовете на договора това не се упоменава изрично.